# 比得哥什縣

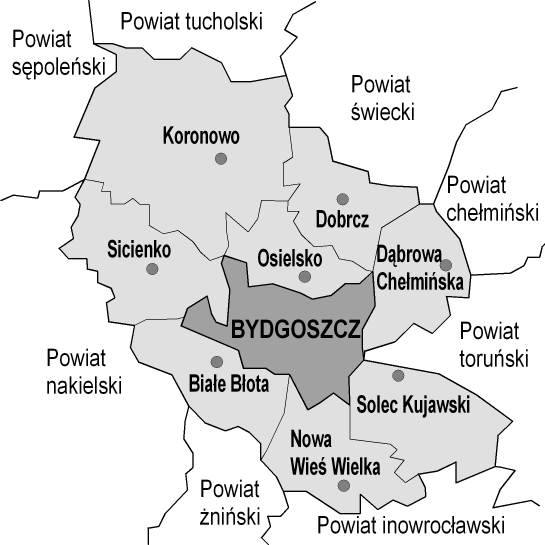
該縣及其鄰近地區

53°7′N 18°0′E / 53.117°N 18.000°E
比得哥什縣（波蘭語：Powiat bydgoski），是波蘭的縣份，位於該國中北部，由庫亞維-波美拉尼亞省負責管轄，首府設於比得哥什，面積1,395平方公里，2009年人口102,470，人口密度每平方公里73人。